# Каунасская область
Ка́унасская область — административно-территориальная единица Литовской ССР, существовавшая в 1950—1953 годах.
Административный центр — город Каунас.
Каунасская область (наряду с 3 другими областями республики) была образована 20 июня 1950 года в ходе эксперимента по введению областного деления внутри союзных республик Прибалтики. Каунасская область располагалась в южной и юго-западной частях Литвы. Через 2 года эксперимент был признан неудачным и область упразднили (Указом Президиума Верховного Совета СССР от 28 мая 1953 года).
Область делилась на 23 района:
- Алитусский район
- Арёгальский район
- Вейсейский район
- Вилиямпольский район
- Вилкавишкский район
- Вилькийский район
- Езнасский район
- Жежмарский район
- Ионавский район
- Кайшядорский район
- Казлу-Рудский район
- Калварийский район
- Кедайнский район
- Кибартский район
- Лаздийский район
- Мариямпольский район
- Науместский район
- Панемунский район
- Пренайский район
- Расейнский район
- Симнасский район
- Шакяйский район
- Юрбаркский район